# Un lugar en el mundo (película)
Un lugar en el mundo es una película argentina dramática estrenada el 9 de abril de 1992 dirigida por Adolfo Aristarain. Protagonizada por José Sacristán, Federico Luppi, Cecilia Roth y Leonor Benedetto. También, contó con las actuaciones especiales de Rodolfo Ranni y Hugo Arana. Y las presentaciones de Gastón Batyi, Lorena del Río y Mariano Ortega.
En una encuesta de las 100 mejores películas del cine argentino llevada a cabo por el Museo del Cine Pablo Ducrós Hicken en el año 2000, la película alcanzó el puesto 14. En una nueva versión de la encuesta organizada en 2022 por las revistas especializadas La vida útil, Taipei y La tierra quema, presentada en el Festival Internacional de Cine de Mar del Plata, la película alcanzó el puesto 34.

## Argumento
La película comienza con la vuelta de Ernesto al pueblo donde pasó varios años de su infancia, Santa Rosa del Conlara, Provincia de San Luis, en la Argentina. El relato en voz en off del joven nos lleva a un momento específico de su niñez, iniciando la historia propiamente dicha con un flash back que durará casi toda la película. 
La afición de Ernesto, de 11 años de edad, era montar a caballo y hacer carreras con el tren. También ayudaba a su padre a dar clases en una escuela improvisada en un salón de su casa. Mario, padre de Ernesto, se dedicaba también al oficio de comerciante de lana, dentro de una cooperativa que él mismo había creado hacia tres años para mejorar las condiciones económicas de los campesinos. Su madre, Ana, era la médico a cargo de la salita del pueblo.
Ernesto conoce a un geólogo español, Hans, que viene, según lo que cuenta, contratado por Andrada, el intendente del pueblo, un personaje siniestro y oscuro, para buscar petróleo en sus tierras. Más tarde nos enteraremos de que en realidad viene mandado por una multinacional con el objetivo de montar una represa hidroeléctrica, pero tenía firmado un pacto de confidencialidad. El interés oculto de Andrada era comprarle las tierras a los campesinos a valores inferiores a los que luego se los compraría el estado para la construcción de la represa.
Hans conoce a la familia, y pasa bastante rato con ellos. Comparten sus historias de vida y llegan a formar una gran amistad. Da algunas clases de geología en el colegio de Mario y también le enseña cosas a Ernesto que demuestra un gran interés por las piedras. 
Ernesto está enamorado de Luciana, una chica del pueblo, a la que quiere enseñar a leer, pero todo se complica ya que el padre de ella lo prohíbe por lo cual Ernesto debe hacerlo a escondidas. El padre los descubre y amenaza a Ernesto para que no se acerque a ella nunca más.  
Cuando los miembros de la cooperativa, asustados por las amenazas de Andrada y ansiosos de recibir algún dinero, deciden vender la lana a un menor precio del que podrían conseguir si esperaran todos unidos, Mario se da cuenta de que debe tomar alguna medida ya que considera que al notar algunas mejores condiciones en su calidad de vida los campesinos han bajado los brazos y optado por la comodidad.  De madrugada va con una antorcha y prende fuego el rancho donde está guardada toda la lana para alentarlos a seguir luchando por mejores condiciones. 
Mario comunica a su hijo que él y su madre viajarán a Buenos Aires para que él pueda comenzar los estudios secundarios allí. Él se quedará porque siente que no puede abandonar ese pueblo.
Llega la multinacional a empezar la obra de la represa. Hans vuelve a España. Ana decide que se quedarán otro año más todos juntos viendo como resolver la situación. 
La película termina con una vuelta al presente en la que Ernesto está frente a la tumba de su padre, quien, aparentemente murió poco tiempo después del momento en que transcurre la historia, víctima de un paro cardíaco. Le habla a su padre y le cuenta que aún no ha encontrado su lugar en el mundo pero que todavía tiene mucho tiempo para ello.

## Polémica de los Premios Óscar
Se convirtió en la segunda película en la historia de los Óscar en ser nominada para un Óscar y luego retirada de la votación.[cita requerida] El director Adolfo Aristarain tenía la esperanza de que la película fuese elegida como la representante de la Argentina para competir por el premio a la mejor película en lengua extranjera. Pese a ser un éxito de público en Argentina y España, y premiada en San Sebastián con la Concha de Oro, fue seleccionada en su lugar El lado oscuro del corazón, de Eliseo Subiela (debido en parte a conflictos entre Aristarain y los técnicos que contrató).
Ante estas circunstancias, Aristarain pensó en una segunda opción: recurrir a la comisión de cine uruguaya y ofrecerla como entrada oficial de Uruguay basado en el hecho de que su esposa, oriunda del país oriental, había sido diseñadora de vestuario de la película y coautora del guion. Presentar la cinta como una coproducción significaba aprovechar lo laxo de la regla de la Academia que señala que el trabajo debe ser dirigido, escrito y producido con la gente del país de presentación de la película. 
Finalmente, Un lugar en el mundo logró ser seleccionada como una de las cinco nominadas al premio a mejor película en lengua extranjera. Pronto un periodista afincado en Hollywood «alertó» a la Academia de Hollywood de la irregularidad. Al enterarse de que la película estaba en violación a la regla después de que las candidaturas habían salido, el consejo de ejecutivos de la Academia decidió sacarla de la boleta oficial. Aristarain consideró que la Academia estaba fuera de sintonía y después de no poder convencerlos de que cambiasen de opinión, trató de demandarla por razones de «incumplimiento de contrato». Sin embargo, el juicio le fue adverso; la sentencia expresó que la Academia «tiene la capacidad completa, sin trabas a basar los premios en lo que quiera». Posteriormente, la Academia, en un esfuerzo por evitar que se repitiera, modificó sus normas oficiales para hacer el proceso de presentación más objetivo.

## Reparto
Participaron en el filme los siguientes intérpretes:
- Federico Luppi como Mario Dominicci
- José Sacristán como Hans Mayer Plaza
- Cecilia Roth como Ana Dominicci
- Gastón Batyi como Ernesto Dominicci
- Rodolfo Ranni como Andrada
- Hugo Arana como Zamora
- Leonor Benedetto como Nelda
- Mario Alarcón como Juan
- Lorena Del Río como Luciana
- Juan José Ghisaberti como Don Gregorio

## Premios
Obtuvo numerosos premios, entre ellos la Concha de Oro en el Festival Internacional de Cine de San Sebastián y el Premio Goya a la mejor película extranjera de habla hispana.
- Premios 1992: Nominada al Oscar: mejor película de habla no inglesa (por Uruguay).
- Goya: Mejor película extranjera de habla hispana 1992. Esta película recibió asimismo el Premio Goya a la Mejor Película Iberoamericana por parte de la Academia de las Artes y las Ciencias Cinematográficas de España.
- 2 premios en el Festival de San Sebastián, Concha de Oro.

- Premios Cóndor de Plata, Asociación de Cronistas Cinematográficos de la Argentina 1993:
  - Mejor filme,
  - Mejor director (ex aequo Eliseo Subiela),
  - Mejor actor (Federico Luppi),
  - Mejor actriz (Cecilia Roth),
  - Mejor actor de reparto (José Sacristán),
  - Revelación masculina (Gastón Batyi),
  - Mejor guion original (Adolfo Aristarain, Kathy Saavedra, Alberto Lecchi),
  - Mejor música (Emilio Kauderer).

- Mención Especial del Jurado, Premio.

Festival Internacional de Cine de Friburgo. Suiza, 1993.
- Premio Kikito al mejor filme, Premio de la Crítica.

Festival de Cine de Gramado Latino y Brasileño. Brasil 1993.